# Organización del Ejército Secreto
La Organización del Ejército Secreto (en francés: Organisation de l'Armée Secrète, OAS) fue una organización terrorista francesa de extrema derecha dirigida por el general Raoul Salan, nacida en 1961 tras el intento de golpe de Estado llevado a cabo por Maurice Challe, André Zeller y Edmond Jouhaud.

## Historia
Tras el cambio de política de Charles de Gaulle, mostrándose a favor de la autodeterminación argelina, la oposición a su política fue aumentando entre los ciudadanos de origen europeo y un sector minoritario de los musulmanes partidarios de seguir siendo franceses. Esta actitud se plasmó en un masivo, aunque muy minoritario (25 %), voto negativo en el referéndum del 8 de enero de 1961, que abría la puerta a una salida negociada. Los grupos que ya estaban actuando en acciones de represalia contra el Frente de Liberación Nacional (FLN) de Argelia tuvieron un gran impulso y aumentaron su militancia. Confluirán en el OAS y gracias a la connivencia de militares, agentes de policía y amplios sectores de la población, consiguieron a partir de ese momento una considerable fuerza. Eran conocidos como los Barbouzes porque originariamente había integrantes de grupos irregulares que utilizaban barbas postizas. 
Según uno de sus fundadores, Jean Jacques Susini, llegó a tener más de un millar de hombres armados y 3000 militantes. Sus acciones, inicialmente selectivas, fueron derivando en actos de terror cada vez más indiscriminados. Al final, como un grupo terrorista singularmente violento, acabó atentando contra instituciones francesas y argelinas, asesinando tanto a ciudadanos europeos como árabes no sólo en África, sino también en Europa. La lucha contra la Policía francesa llegó a ser singularmente violenta, mientras que el Ejército se inhibió de entrar en el conflicto. Sus principales puntos de apoyo fueron Orán, Constantina y Argel, formando tres focos que no siempre estuvieron de acuerdo en la línea de actuación. Según Guy Pervillé, el balance final fue alrededor de 2200 personas asesinadas, de las que el 85% profesaban el Islam.
Se ha presentado al grupo como un simple conglomerado de militantes conservadores, derechistas y neofascistas. La realidad fue más compleja, ya que junto a sectores claramente fascistas y nostálgicos de la Francia de Vichy, en Argelia la dirección estaba en manos de militares. La militancia estaba formada por desertores del Ejército, en especial veteranos de las guerras coloniales,  comerciantes, artesanos, pequeños empleados, etc.[cita requerida] [cita requerida] Destacados grupos contraterroristas procedían de las filas de la izquierda europea en Argelia. Algunos habían combatido en la guerra civil española, en las Brigadas Internacionales o en el Ejército Republicano, siendo españoles que se habían exiliado en Argelia y que seguían siendo de izquierdas.  Su principal bastión, el barrio de Bab-el-Oued de Argel, había tenido un mayoritario voto 

comunista y 
socialista.
Tras los acuerdos de Evian la OAS intensificó su campaña violenta atacando a musulmanes, europeos partidarios del general De Gaulle e integrantes de los grupos policiales especiales desplegados para su desarticulación. Durante este periodo, su objetivo fundamental fue impedir el referéndum de autodeterminación, algo en lo que fracasaron completamente, ya que la opinión pública en Francia era abrumadoramente contraria a seguir la guerra y apoyaba la independencia de Argelia. La virulencia de sus ataques, les hizo impopulares tanto a nivel nacional como internacional[cita requerida] y, por otro lado, impulsaron brutales actos de represalia del FLN que se plasmaron en una campaña de secuestros. Entre el 19 de marzo y el 31 de diciembre de 1962 más de 3000 civiles fueron secuestrados y la mayoría torturados, asesinados y hechos desaparecer. Mientras los asesinatos de la OAS tuvieron un gran eco mediático, las desapariciones pasaron desapercibidas. En esta labor de ocultación, las autoridades francesas fueron las primeras interesadas en mirar para otro lado, dado el temor del Gobierno francés a que descarrilaran los acuerdos con los independentistas argelinos.
Tras concederse la independencia el 5 de julio de 1962, la OAS dejó de actuar en Argelia y la mayoría de sus miembros se establecieron en el sur de Francia, mientras sus dirigentes se escaparon al extranjero donde estuvieron hasta la amnistía de 1968. Muchos de ellos, como Pierre Lagaillarde, Jacques Soustelle, Jean Gardés, Alin Sarrien o Raoul Salan se refugiaron en la España franquista así como unos 700 militantes junto con sus familias. Tras la independencia argelina, pequeños grupos intentaron mantener la lucha, centrándola en intentos de asesinato del Charles de Gaulle.